# Rhaphidostegium eurycystis
Rhaphidostegium eurycystis là một loài rêu trong họ Sematophyllaceae. Loài này được Herzog mô tả khoa học đầu tiên năm 1916.